# گمینا ژوراوینا
گمینا ژوراوینا (به لهستانی:  Gmina Żórawina) یک گمینا در لهستان است که در شهرستان وروتسواف واقع شده‌است. گمینا ژوراوینا ۱۲۰٫۱۱ کیلومتر مربع مساحت و ۷٬۹۰۵ نفر جمعیت دارد.